# حميد بغائي
حميد بغائي ((بالفارسية: حميد بقایی)) هو سياسي إيراني محافظ وضابط مخابرات سابق ويعتبر من أقرب المقربين من محمود أحمدي نجاد.  دخل الإدارة لأول مرة في عام 2006 كنائب لإسفنديار رحيم مشائي في منظمة التراث الثقافي والحرف اليدوية والسياحة.  في عام 2011 ، شغل في الوقت نفسه منصب نائب الرئيس المسؤول عن الشؤون التنفيذية وأشرف على الإدارة الرئاسية.

## إساءة استخدام الأموال العامة
في يونيو 2015 ، تم القبض على بقائي.، بتهمة إساءة استخدام الأموال العامة أثناء وجوده في منصبه، حُكم عليه بالسجن 63 عامًا.

## الانتخابات الرئاسية 2017
في 18 فبراير 2017 ، أعلن بغائي ترشحه للانتخابات الرئاسية الإيرانية لعام 2017 كمرشح «مستقل». لكن طلبه رُفض.